# Chine, ma douleur
Pour plus de détails, voir Fiche technique et Distribution.
Chine, ma douleur (Niu-Peng) est le premier long-métrage réalisé par Dai Sijie, sorti en 1989. Le film a reçu le prix Jean Vigo.

## Synopsis
En 1966, lors de la Révolution culturelle chinoise, Tian Ben est un garçon de 13 ans, orphelin de père et dont la mère est en camp de déportation (laogai). Alors qu'il écoute sur son tourne-disques une chanson interdite, il est arrêté lui aussi et envoyé en camp de rééducation par le travail.
Surnommé « Petit Binoclard », il s'adapte tant bien que mal à cette nouvelle situation et fait connaissance avec ses co-détenus et les kapo. Il se lie d'amitié avec Bei Mao, un pickpocket de 15 ans, et un vieux moine taoïste. Après de nombreux épisodes tragiques, il réussit à s'enfuir.

## Fiche technique
- Réalisation : Dai Sijie
- Scénario : Dai Sijie, Yuan Zhu Shan
- Photographie : Jean-Michel Humeau
- Son : Jean-Pierre Fénie, Joël Rangon
- Musique : Qui Gang Chen
- Décors : Christian Marti
- Montage : Chantal Delattre
- Production : Flach Films, La Sept Cinéma, Titane
- Date de sortie :
  - France : 24 mai 1989

## Distribution
- Liang Yi Guo
- Quan Nghieu Tieu
- Han Lai Vuong
- Sam Chi-Vy
- Loi Truong
- V. F. Espérance Pham Thai Lan : Chef acrobate

## Production
À l'exception de quelques scènes tournées en Seine-Saint-Denis, l'ensemble du film est tourné dans les Pyrénées-Orientales, dans la région de Saint-Paul-de-Fenouillet et plus précisément dans l'ermitage Saint-Antoine de Galamus.

## Distinctions
- Prix Jean Vigo en 1989
- Sélection Quinzaine des Réalisateurs lors Festival de Cannes en  1989
- Festival de Locarno en  1989 – Mention spéciale[4].